# Strélnikovo (Uliànovsk)
|  | Per a altres significats, vegeu «Strélnikovo». |

Strélnikovo (en rus: Стрельниково) és un poble de l'óblast d'Uliànovsk, a Rússia. Pertany al districte d'Inza.